# Sachin (Pas de Calais)
Sachin és un municipi francès situat al departament del Pas de Calais i a la regió dels Alts de França. L'any 2007 tenia 247 habitants.

## Demografia

### Població
El 2007 la població de fet de Sachin era de 247 persones. Hi havia 85 famílies de les quals 16 eren unipersonals (4 homes vivint sols i 12 dones vivint soles), 20 parelles sense fills, 41 parelles amb fills i 8 famílies monoparentals amb fills.
La població ha evolucionat segons el següent gràfic:
Habitants censats

### Habitatges
El 2007 hi havia 97 habitatges, 89 eren l'habitatge principal de la família, 2 eren segones residències i 6 estaven desocupats. Tots els 97 habitatges eren cases. Dels 89 habitatges principals, 81 estaven ocupats pels seus propietaris, 7 estaven llogats i ocupats pels llogaters i 1 estava cedit a títol gratuït; 4 tenien tres cambres, 12 en tenien quatre i 72 en tenien cinc o més. 74 habitatges disposaven pel capbaix d'una plaça de pàrquing. A 37 habitatges hi havia un automòbil i a 44 n'hi havia dos o més.

### Piràmide de població
La piràmide de població per edats i sexe el 2009 era:
| Homes | Edats   | Dones |
| ----- | ------- | ----- |
| 0     | 95 o +  | 0     |
| 0     | 90 a 94 | 0     |
| 0     | 85 a 89 | 0     |
| 0     | 80 a 84 | 4     |
| 4     | 75 a 79 | 4     |
| 8     | 70 a 74 | 4     |
| 4     | 65 a 69 | 4     |
| 8     | 60 a 64 | 8     |
| 12    | 55 a 59 | 4     |
| 8     | 50 a 54 | 16    |
| 16    | 45 a 49 | 8     |
| 0     | 40 a 44 | 8     |
| 8     | 35 a 39 | 12    |
| 8     | 30 a 34 | 8     |
| 8     | 25 a 29 | 4     |
| 20    | 20 a 24 | 4     |
| 20    | 15 a 19 | 4     |
| 8     | 10 a 14 | 4     |
| 8     | 5 a 9   | 8     |
| 0     | 0 a 4   | 12    |

## Economia
El 2007 la població en edat de treballar era de 172 persones, 126 eren actives i 46 eren inactives. De les 126 persones actives 113 estaven ocupades (64 homes i 49 dones) i 13 estaven aturades (9 homes i 4 dones). De les 46 persones inactives 9 estaven jubilades, 20 estaven estudiant i 17 estaven classificades com a «altres inactius».

### Ingressos
El 2009 a Sachin hi havia 109 unitats fiscals que integraven 289,5 persones, la mediana anual d'ingressos fiscals per persona era de 16.068 €.

### Activitats econòmiques
Dels 3 establiments que hi havia el 2007, 2 eren d'empreses de construcció i 1 d'una empresa d'hostatgeria i restauració.
Dels 2 establiments de servei als particulars que hi havia el 2009, 1 era un guixaire pintor i 1 fusteria.
L'any 2000 a Sachin hi havia 6 explotacions agrícoles que ocupaven un total de 345 hectàrees.

## Equipaments sanitaris i escolars
El 2009 hi havia una escola elemental integrada dins d'un grup escolar amb les comunes properes formant una escola dispersa.

## Poblacions més properes
El següent diagrama mostra les poblacions més properes.